# Lijst van afleveringen van Under the Dome (seizoen 1)
Dit is een lijst met afleveringen van het eerste seizoen van de Amerikaanse televisieserie Under the Dome. Het eerste seizoen van Under the Dome, de Amerikaanse sciencefiction/dramaserie gebaseerd op het gelijknamige boek van Stephen King, werd voor het eerst uitgezonden op de Amerikaanse zender CBS tussen 24 juni en 16 september 2013. De hoofdrollen worden vertolkt door onder andere Dean Norris, Mike Vogel, Colin Ford en Rachelle Lefevre.
Het eerste seizoen werd geproduceerd door Amblin Television, het productiehuis van Steven Spielberg, Baer Bones en CBS Television Studios.

## Rolverdeling

### Hoofdrollen
| Acteur           | Personage              |
| ---------------- | ---------------------- |
| Mike Vogel       | Dale "Barbie" Barbara  |
| Rachelle Lefevre | Julia Shumway          |
| Alexander Koch   | Junior Rennie          |
| Colin Ford       | Joe McAllister         |
| Mackenzie Lintz  | Norrie Calvert-Hill    |
| Dean Norris      | James "Big Jim" Rennie |
| Nicholas Strong  | Phil Bushey            |
| Britt Robertson  | Angie McAlister        |
| Natalie Martinez | Linda Esquivel         |

### Terugkerende rollen
| Acteur          | Personage             |
| --------------- | --------------------- |
| Dale Raoul      | Andrea Grinnell       |
| Jolene Purdy    | Dodee Weaver          |
| John Elvis      | Ben Drake             |
| Samantha Mathis | Alice Calvert         |
| Leon Rippy      | Ollie Dinsmore        |
| Beth Broderick  | Rose Twitchell        |
| R. Keith Harris | Peter Shumway         |
| Ned Bellamy     | Lester Coggins        |
| Natalie Zea     | Maxine Seagrave       |
| Jeff Fahey      | Howard "Duke" Perkins |
| Mare Winningham | Agatha Seagrave       |

## Afleveringen
| Nr. | Aflevering | Titel                 | Regisseur            | Schrijver                               | Selectie gastrollen | Originele uitzenddatum |  |
| --- | ---------- | --------------------- | -------------------- | --------------------------------------- | --- | ---------------------- |  |
| 1 | 1          | Pilot                 | Niels Arden Oplev    | Brian K. Vaughan                        | Talmadge Ragan - Myra Evans Josh Carter - Rusty Kwajalyn Brown - verpleegster                                                                            | 24 juni 2013           |  |
| Dale "Barbie" Barbara begraaft een man in de bossen bij Chester's Mill. Als hij het dorp wil verlaten, verschijnt er ineens een onzichtbare koepel over het dorp, waar niemand doorheen kan. Barbie redt het leven van de tiener Joe McAllister, die aan de rand van de koepel stond en verpletterd dreigde te raken onder een neerstortend vliegtuig. Joe's ouders zijn buiten de koepel. De plaatselijke journaliste Julia Shumway, die bezig was met een onderzoek naar een mysterieuze propaanlevering in het dorp, raakt geïnteresseerd in de persoon van Barbie. Het lokale gemeenteraadslid James "Big Jim" Rennie doet een noodoproep op de lokale radio over de verschijning van de koepel. Ondertussen proberen sheriff Howard "Duke" Perkins en zijn hulpsheriff Linda Esquivel de paniek onder de bewoners onder controle te krijgen. James "Junior" Rennie, de zoon van Big Jim, ontvoert de zus van Joe, Angie McAlister, met wie hij tot voor kort een relatie had. Junior vermoedt (onterecht) dat zij een affaire heeft met Barbie. De lesbische Carolyn Hill en haar partner Alice Calvert waren met hun dochter Norrie op doortocht in Chester's Mill, toen de koepel verscheen. Ze konden maar net op tijd remmen om niet tegen de koepel te rijden. Plots krijgt Norrie een aanval en men vermoedt dat het om een epilepsieaanval gaat. Julia neemt Barbie in huis, waarop Barbie ontdekt dat de man die hij begraven heeft de echtgenoot van Julia was. Wanneer sheriff Duke de koepel aanraakt, explodeert zijn pacemaker. Aan de buitenzijde van de koepel verschijnen er militairen en de wereld maakt via de media kennis met de mysterieuze koepel. |            |                       |                      |                                         | |                        |  |
| 2 | 2          | The Fire              | Jack Bender          | Rick Cleveland                          | Joe Knezevich - Freddy Denton Kevin Sizemore - Paul Randolph Troy Rudeseal - ambulanceverpleegkundige                                                    | 1 juli 2013            |  |
| Barbie beseft ineens dat hij zijn identiteitsplaatjes is verloren in het gebouw waar hij de echtgenoot van Julia heeft vermoord. Hij snelt ernaartoe om ze te zoeken. Daar aangekomen wordt hij aangevallen door Junior, die nog steeds gelooft dat hij een relatie heeft met Angie. Dodee en Phil, de lokale radiomakers, pikken op hun radiostation een militaire frequentie op met daarop een discussie over de koepel. Julia neemt daarop de microfoon over om deze informatie door te spelen aan de dorpsinwoners. Joe en zijn vriend Ben merken op dat de militairen buiten de koepel aan het testen zijn of er water door de wand van de koepel gespoten kan worden. Blijkbaar is de koepelwand doorlaatbaar, gezien zij ontdekken dat een klein beetje water door de wand sijpelt. Dat betekent dus dat er ook verse zuurstof door de wand gaat en de inwoners van Chester's Mill niet zullen stikken onder de koepel. Geluid gaat er evenwel helemaal niet door, dus praten met de militairen kunnen ze niet. Ondertussen vraagt Big Jim eerwaarde Coggins om de papieren over de mysterieuze propaanopslag te vernietigen in het huis van de overleden sheriff Duke. Hij had het nagelaten aan hulpsheriff Linda. Tijdens het verbranden van de papieren echter vliegt per ongeluk ook het huis in brand. Coggins raakt ingesloten door het vuur en roept om hulp. Linda, die toevallig in de buurt was, hoort het hulpgeroep en kan Coggins net op tijd redden uit het brandende huis, maar de brand wordt steeds groter en laat een propaantank langs het huis ontploffen. Het vuur groeit nog steeds, en er zijn geen brandweerwagens aanwezig onder de koepel. Deze waren de ochtend van "Dome Day", zo wordt de dag dat de koepel verscheen genoemd, allemaal vertrokken naar een congres buiten het dorp. De hulp van de bewoners wordt ingeroepen om de brand te bestrijden. Mensen vormen een lange ketting die water scheppen in het meer en emmers doorgeven tot aan het huis. Dit werkt echter niet, omdat het te traag gaat. Big Jim kan met behulp van een bulldozer het vuur onder controle krijgen door het huis te laten instorten. Terwijl de bewoners opgelucht adem halen, schiet de hysterische hulpsheriff Paul Randolph woedend op de wand van de koepel. De kogels echter ketsen af op de koepel en raken zijn collega Freddy, waarop deze sterft. |            |                       |                      |                                         | |                        |  |
| 3 | 3          | Manhunt               | Paul Edwards         | Adam Stein                              | Kevin Sizemore - Paul Randolph Katie Garfield - meisje 1 Chantelle Rose - meisje 2 Andrew Vogel - als Carter Thibodeau                                   | 8 juli 2013            |  |
| Hulpsheriff Paul Randolph zit opgesloten in de cel na het per ongeluk doodschieten van zijn collega Freddy. Hij slaagt er echter in om te ontsnappen uit zijn cel na hulpsheriff Linda op te sluiten. Big Jim organiseert een zoektocht naar Paul en roept de hulp in van enkele dorpsbewoners en de nieuwe bewoner Barbie. Linda kan ontsnappen en gaat in haar eentje ook op zoek naar Paul. Barbie en Big Jim zijn op zoek in de bossen, wanneer Paul ineens tevoorschijn komt. Hij houdt hen onder schot, maar plots komt Linda tevoorschijn en schiet Paul neer. Big Jim is zo blij met haar komst dat hij haar promoveert tot de nieuwe sheriff. Julia vertelt aan Junior dat er gangen lopen onder de betonfabriek buiten het dorp. Als zij daar op zoek gaan naar een uitgang uit de koepel, ontdekken zij echter dat de koepel ook onder de grond doorloopt. Wanneer plots hun zaklamp ontploft en men de link legt met Duke's pacemaker, kan men concluderen dat je met elektronica het best de koepel niet kunt aanraken. Men staat in het donker, maar dankzij lucifers die Julia bijhad, lukt het hen om weer buiten te komen. Ondertussen nodigt Ben alle tieners uit in het huis van Joe, zonder diens goedkeuring, om hun elektronische spullen op te laden aan de generator. Als de generator dit niet meer aankan en ontploft, is het feestje ineens afgelopen. Later zien Carolyn en Alice dat Norrie en Joe elkaar de hand vasthouden en hierdoor samen een aanval krijgen waarbij ze alle twee tegelijkertijd voortdurend dezelfde tekst herhalen: Roze sterren zijn aan het vallen. |            |                       |                      |                                         | |                        |  |
| 4 | 4          | Outbreak              | Kari Skogland        | Peter Calloway                          | Celia Weston - Mrs. Moore Crystal Martinez - verpleegster Adams                                                                                          | 15 juli 2013           |  |
| Julia ontdekt een verband tussen haar verdwenen echtgenoot Peter, Phil en Barbie. Ze informeert bij Phil of hij weet waar Peter kan zijn. Net voordat hij wil antwoorden, valt hij bewusteloos neer door een onbekende ziekte. Al gauw krijgen meerdere bewoners symptomen van deze vreemde ziekte, en de kliniek gaat op onderzoek uit. Alice meldt zich als vrijwilliger voor dit onderzoek. Het wijst uit dat er een uitbraak plaatsvindt van meningitis. Er wordt besloten om de kliniek onder quarantaine te stellen. Junior helpt mee om de mensen tegen te houden die uit de kliniek willen ontsnappen. Hij hoopt hiermee tevens mee dat sheriff Linda hiervan zo onder de indruk raakt van zijn inzet dat zij hem hiervoor beloont om hem hulpsheriff te maken. Om zoveel mogelijk antibiotica bij elkaar te krijgen, gaan Big Jim en Barbie naar de apotheek. Daar aangekomen ontdekken zij al snel dat eerwaarde Coggins hen voor was. Als zij deze hierop aanspreken, vertelt hij hun dat het Gods plan is om hen zo te laten sterven voor hun zonden. Uiteindelijk lukt het Big Jim dan toch om de antibiotica te heroveren van eerwaarde Coggins om de zieken te behandelen. Vervolgens gaat Barbie op zoek naar Julia. Hij vindt haar bij het huisje waar hij haar echtgenoot Peter ombracht. Daar was ze terechtgekomen nadat ze in Peters bankpapieren had gesnuffeld en daar sporen had ontdekt die naar het huisje leidden. Barbie biecht dan tegen haar op dat hij werkte voor een gokkantoor en dat hij naar Chester's Mill was gekomen om Phil en Peter hardhandig duidelijk te maken dat zij hun gokschuld moeten afbetalen. Julia lacht hem uit en zegt hem dat ze dat niet gelooft. Ondertussen experimenteren Joe en Norrie met hun gelijktijdige aanvallen; ze proberen om zo'n aanval op te nemen met hun gsm, zodat ze het zelf ook eens zouden kunnen zien. Als Big Jim thuiskomt, hoort hij een geluid vanuit de schuilkelder in de tuin. Daar aangekomen vindt hij de door Junior vastgeketende Angie. |            |                       |                      |                                         | |                        |  |
| 5 | 5          | Blue on Blue          | Jack Bender          | Brian K. Vaughan                        | Andrew Vogel - Carter Thibodeau Al Vicente - Dell Josh Carter - Rusty                                                                                    | 22 juli 2013           |  |
| Big Jim besluit Angie in de kelder te laten en verlaat hem met ongeloof dat zijn zoon Junior hiertoe in staat is. Ondertussen laten militairen buiten de koepel mensen toe bij de koepel - voorheen mocht niemand in de buurt van de koepel komen. De bewoners van Chester's Mill zijn nu in staat om hun geliefden te zien en mee te communiceren via gebaren of tekst op blaadjes. Tijdens deze bijeenkomst vertelt hulpsheriff Linda aan haar verloofde aan de andere kant dat zijn broer is overleden; Julia krijgt dan weer van haar schoonzus een brief te zien die geschreven is door haar echtgenoot Peter, met daarin een verontschuldiging dat hij haar verlaten heeft; Norrie ontmoet haar vervreemde biologische vader, die volgens haar moeder zogezegd niet te vinden was; ... Barbie ontdekt echter dat het leger aan de buitenzijde van plan is om de koepel te vernietigen door een MOAB te gebruiken. Vermoedelijk zullen de mensen in de koepel dit niet overleven. Dat is meteen ook de reden dat de mensen buiten de koepel erbij mochten: het was een afscheidsmoment voor hen. Barbie vertelt dit tegen Big Jim, die hierop besluit om iedereen naar de gangen en kelders te sturen onder de betonfabriek om dit te kunnen overleven. Dan beseft Big Jim ineens dat Angie nog in de schuilkelder zit en wil haar daar uit halen. Junior ontdekt dit en wil dit tegenhouden. Terwijl de MOAB onderweg is, zitten Junior en Angie in Big Jim's huis, gelovend dat dit hun laatste moment is. Norrie en Joe zijn buiten nog op zoek naar Angie. Haar ouders ontdekken dit en vragen hulp aan Barbie, die ook nog Julia wou zoeken. Als de MOAB de koepel nadert, kust Joe Norrie. Na de inslag is alles buiten de koepel verwoest, maar binnen de koepel gebeurt er niets. Joe en Norrie ontdekken dat er nu niets meer gebeurt als zij elkaar aanraken. Tijdens het onderzoek wat Big Jim uitvoert aan de wand van de koepel na de inslag, komt hij eerwaarde Coggins tegen. Hij had Big Jim eerder een ultimatum gesteld over het naar buiten brengen van zijn deelname aan de geheime drugshandel. Dit gesprek ontaardt in een handgemeen en Big Jim duwt het hoofd van Coggins tegen de wand van de koepel. Het contact met de koepel zorgt ervoor dat Coggins' hoorapparaat ontploft in zijn oor, wat tot zijn dood leidt. |            |                       |                      |                                         | |                        |  |
| 6 | 6          | The Engless Thirst    | Kari Skogland        | Soo Hugh                                | Crystal Martinez - verpleegster Adams Andrew Vogel - Carter Thibodeau Jaret Sears - Clint Dundee Linds Edwards - Waylon Dundee Ray Stoney - Dres Johnson | 29 juli 2013           |  |
| Nadat de watertoren in Chester's Mill vernietigd is door een vrachtwagen, en het water in het meer blijkbaar vergiftigd is, gaan de mensen op hamstertocht naar flessen water in de supermarkten. Barbie helpt sheriff Linda die probeert om de bende te bedwingen. Later komen zij de gebroeders Dundee tegen die net een overval hebben gepleegd in een restaurant. Tijdens deze overval hebben zij Rose doodgeschoten en Angie bewusteloos geslagen. Terwijl Barbie Angie aan het redden is uit het restaurant, begint het te regenen. De regenbui maakt meteen een eind aan het hamsteren. Big Jim kan met Ollie Densmore, een boer, een afspraak maken voor water uit diens eigen bron. In ruil hiervoor moet hij Ollie propaan geven uit zijn geheime opslagplaats. Tevens geeft Big Jim aan Angie zijn woord voor haar bescherming tegen zijn zoon Junior. In ruil daarvoor moet zij haar opsluiting door Junior geheim houden. Ondertussen slagen Phil en Dodee er niet meer in om radio uit te zenden. Julia en Dodee speculeren dat de bron van de storing het antwoord kan zijn op het ontstaan van de koepel. Dodee heeft een apparaat ontworpen dat de storingsbron kan opsporen. Dat leidt hen leidt naar de wandelende Joe en Norrie, die op zoek zijn naar insuline voor Norries moeder Alice. Tijdens hun gesprek met Julia en Dodee laten zij het filmpje aan hen zien waarop zij samen een aanval hebben. Dit schokt Julia en Dodee. Als Joe en Norrie samen de wand van de koepel aanraken stopt ineens de radiostoring. |            |                       |                      |                                         | |                        |  |
| 7 | 7          | Imperfect Circles     | Miguel Sapochnik     | Caitlin Parrish                         | Megan Ketch - Harriet Arnold Jaret Sears - Clint Dundee Linds Edwards - Waylon Dundee                                                                    | 5 augustus 2013        |  |
| Big Jim voelt dat hij de macht over het dorp aan het verliezen is en neemt maatregelen om dit tegen te gaan. Er vindt een geboorte plaats in Chester's Mill. De koepel laat zich gelden als antwoord hierop. Harriet, een zwangere vriendin van Julia, raakt de wand van de koepel aan en de weeën beginnen. Julia brengt haar snel naar het ziekenhuis. Onderweg worden zij overvallen door de gebroeders Dundee, dezelfde die Rose vermoordden bij de overval op het restaurant, en willen de benzine uit haar auto. Zij worden net op tijd gered door Barbie, die ervoor zorgt dat de gebroeders wegvluchten. Barbie helpt dan bij de bevalling, die in de auto wordt doorgezet, ook met de hulp van Alice die toevallig langs komt. Ondertussen hebben Big Jim en Junior ruzie over de ontvoering van Angie door Junior, met als resultaat dat Big Jim zijn zoon het huis uitzet. Angie gaat kijken hoe het restaurant er ondertussen bijstaat na de overval en het overlijden van Rose. Ze komt er een vriend van Joe tegen en ze besluiten om het restaurant voort te zetten. Junior gaat naar het politiebureau en gaat dan samen met sheriff Linda op zoek naar de gebroeders Dundee. Ze ontdekken dat de gebroeders zich in een verlaten huis schuilhouden en Junior hoort dat de gebroeders bijna Angie hebben verkracht. Linda en Junior omsingelen de twee en het eindigt dit in een vuurgevecht, waarbij Linda een broer doodschiet en Junior de andere. Big Jim wil controleren hoe het ervoor staat op het opslagterrein van het propaan, maar wordt beschoten door een onbekende. Big Jim komt later in de nacht terug en ziet dat de onbekende propaan wil overpompen naar zijn tankwagen. Hij schiet op de man, wat ervoor zorgt dat de wagen ontploft en de onbekende hierbij het leven laat. Joe en Norrie zijn ondertussen op zoek naar het middelpunt van de koepel. Daar aangekomen vinden zij een minikoepel met daarin een mysterieus ei. Nadat zij de minikoepel hebben aangeraakt, ziet Norrie ineens een verschijning van haar moeder. Dit maakt Norrie bezorgd om haar moeder en ze rent weg om haar op te zoeken. In het huis van Joe wordt de baby geboren, die Alice wordt genoemd omdat Norries moeder goed heeft geholpen bij de bevalling en de moeder blij is voor alle hulp. Even later krijgt Alice een hartinfarct door een tekort aan insuline en sterft ze in de armen van haar dochter Norrie. Joe ziet eindelijk zijn zus Angie weer terug. Deze reünie zorgt ervoor dat het ei in de minikoepel oplicht met roze kleuren die van onder naar boven glijden over het ei. |            |                       |                      |                                         | |                        |  |
| 8 | 8          | Thicker Than Water    | Jack Bender          | Adam Stein                              | Andrew Vogel - Carter Thibodeau ChadMichael Tourek - Wendell Jimmy Gonzales - vrijwilliger Bob Fisher - boer                                             | 12 augustus 2013       |  |
| Als Junior op een nacht zijn huis binnensluipt, wordt hij betrapt door zijn vader Big Jim. Hij houdt hem onder schot met een pistool en eist dat hij weer vertrekt. Big Jim wil orde op zaken stellen en gaat met Barbie, sheriff Linda, Junior en Carter, een dorpsbewoner, gewapend naar Ollie Densmore om het water op te eisen van zijn waterbron. Daar aangekomen worden zij opgewacht door een gewapende groep mannen onder het bevel van Ollie. Na een kort gevecht wordt Carter neergeschoten en Junior kiest de zijde van Ollie. Barbie en sheriff Linda bedenken een plan om de waterbron op te blazen. Zo stroomt het water verder naar elders en is het water weer vrij toegankelijk voor iedereen. Barbie vraagt Big Jim hiervoor toestemming, maar deze krijgt hij niet. Big Jim is bezig met het zoeken naar vrijwilligers om een aanval te doen op de boerderij van Ollie, omdat hij Barbies plan te riskant vindt om al het water te verliezen. Junior hoort van Ollie dat zijn moeder niet gestorven is door een auto-ongeluk, zoals Big Jim altijd beweerde, maar door zelfmoord. Junior vraagt Ollie daarop om zijn vader niet te vermoorden, 'omdat hij dit zelf wil doen'. Terwijl Big Jim met de vrijwilligers de boerderij van Ollie binnen wil vallen, sluipt Barbie het terrein op met een zelfgemaakte bom die hij bij de waterbron plaatst. Dan valt Big Jim met de rest de boerderij aan. Er vallen talloze gewonden en enkele doden in het gevecht, dat eindigt met de ontploffing van de bom die de waterbron vernietigt. Op het moment dat iedereen beseft dat de waterbron verloren is, slaat Junior zijn vader bewusteloos. Big Jim wordt de boerderij in gesleept en Ollie wordt dan in de steek gelaten door zijn eerdere medestanders, dit omdat Ollie geen water meer kan leveren. Junior krijgt van Ollie toestemming om wraak te nemen op zijn vader, maar Junior wil hiermee wachten en vraagt hem eerst uit over de dood van zijn moeder. Ollie kan niet aanzien dat Junior zacht wordt en wil Big Jim dan zelf vermoorden, maar Junior kan hem tegenhouden door hem neer te schieten. Als Junior later terugkomt op het politiebureau vertelt hij aan sheriff Linda wat er gebeurd is in de boerderij, en dat hij en zijn vader hun ruzie hebben bijgelegd. Hij mag echter nog niet naar huis, dus besluit hij om zo lang in een cel te gaan wonen. Ondertussen geeft Norrie Joe de schuld van de dood van haar moeder, en verbreekt het contact met hem. Joe zoekt troost bij Julia, en terwijl hij bij haar is, vertelt hij haar over de minikoepel. Zij is geïnteresseerd en gaat dan samen met Joe de minikoepel bekijken. Nu is het ei roze en als Julia de minikoepel aanraakt, ziet zij een tweede Joe die zegt De monarchvlinder zal gekroond worden. Joe denkt nu dat er iets slechts met hem zal gebeuren, omdat Alice ook stierf toen Norrie ze zag na de minikoepel aan te raken. Joe en Julia zijn opgewonden over wat ze net meegemaakt hebben en rennen terug naar het dorp. Daar aangekomen komen zij sheriff Linda tegen. Sheriff Linda was met Phil, die gewond is geraakt in de schietpartij op de boerderij, onderweg naar het ziekenhuis. Joe ontmoet later Norrie, die hem vertelt dat zij niet zo had mogen reageren en vraagt hem of hij nog vrienden wil zijn met haar, waarop hij ja antwoordt. Norrie vertelt dan tegen Joe dat zij ervoor klaar is om haar moeder te begraven. Julia vraagt later aan Barbie of hij weet wat De monarchvlinder zal gekroond worden betekent, maar Barbie heeft geen flauw idee. Het wordt duidelijk dat Angie ook een connectie heeft met de koepel, ze heeft op haar schouder immers een tatoeage van een monarchvlinder. |            |                       |                      |                                         | |                        |  |
| 9 | 9          | The Fourth Hand       | Roxann Dawson        | Daniel Truly                            | Raheem Babalola - Ted Evan Gamble - Larry Ray Stoney - Dres Johnson                                                                                      | 19 augustus 2013       |  |
| Julia neemt Barbie mee om hem de minikoepel en het ei te laten zien, zij ontdekken dat beide weg zijn. Barbie gaat dan sheriff Linda helpen om wat gevechten te stoppen. Zij vinden een drugsverslaafde die symptomen vertoont van de drug Rapture, een drug die verkocht werd door eerwaarde Coggins. Een zoektocht door sheriff Linda en Barbie leidt hen naar een woning van eerwaarde Coggins met spullen om deze drug te maken. Angie besluit om het restaurant over te willen nemen en vraagt aan Big Jim of zij eigenaresse mag worden, zij krijgt de belofte van hem dat hij erover zal nadenken. Junior zoekt Angie op in het restaurant en zij krijgen samen een aanval waarin zij de zin De roze sterren vallen herhalen. Junior brengt Angie naar haar huis waar zij ontdekken dat zij dezelfde aanval als Joe en Norrie in het verleden hadden. Norrie ziet de vlindertatoeage bij Angie en vraagt zich af of zij de monarchvlinder die gekroond zal worden is. Norrie stelt dan voor om de Yagi, een antenne wat Dodee gemaakt heeft, te gebruiken. Julia probeert de Yagi te lenen van Dodee, Dodee vertelt haar dat de Yagi niet meer werkt nadat Joe en Norrie de wand van de koepel hebben aangeraakt. Big Jim krijgt een onaangekondigd bezoek van Maxine, een partner van hem die de drug Rapture mee heeft ontwikkeld. Zij was in Chester's Mill op de dag dat de koepel kwam om Big Jim een bezoek te brengen. Big Jim stelt aan sheriff Linda voor om de bewoners alle wapens in te laten leveren zodat zij dan ieders veiligheid kunnen garanderen. Sheriff Linda en Barbie zijn sceptisch over de motieven van Big Jim, maar gaan toch mee in zijn idee dat zo iedereen veilig is. |            |                       |                      |                                         | |                        |  |
| 10 | 10         | Let the Games Begin   | Sergio Mimica-Gezzan | Andres Fischer-Centeno & Peter Calloway | Derek Roberts - Duncan Crystal Martinez - verpleegster Adams Rey Hernandez - Otto Matthew Austin Murray - Victor                                         | 26 augustus 2013       |  |
| Sheriff Linda neemt Julia mee om te helpen bij het onderzoek naar de rol van de overleden sheriff Duke in de eerdere drugscriminaliteit in Chester's Mill. Linda vindt een brief van sheriff Duke waarin hij zegt dat hij na het overlijden van zijn zoon aan een drugsoverdosis een belofte heeft gemaakt, hij zal al het drugs uit Chester's Mill krijgen door een afspraak te maken met Maxine. Sheriff Duke en zijn medestanders zouden voor het propaan zorgen die zij nodig had en zij zou geen drugs invoeren in Chester's Mill. Julia ontdekt dat haar verdwenen echtgenoot Peter een levensverzekering op zijn eigen had afgesloten. Later ontdekt zij ook dat Barbie hem vermoordt heeft, zij realiseert zich dat Peter dit opgezocht had om zijn vrouw met deze polis goed achter te laten. Maxine laat aan Barbie zien dat zij een in de betonfabriek een ondergrondse vechtclub heeft opgezet, dit om de stad te kunnen overnemen. Door chantage kan Maxine Barbie overhalen om te vechten met zijn oude rivaal Victor. Op het begin lijkt hij te winnen maar laat zich dan ineens verslaan door Victor, dit had Maxine ook verwacht van Barbie. Hierna probeert Maxime hem te verleiden en dreigt met het onthullen van zijn geheimen tegen de dorpsbewoners, Barbie zegt echter dat hij klaar met haar is en verlaat haar. Big Jim vindt een afgelegen huis op een eiland dat eigendom is van Maxime. Daar aangekomen ontmoet hij de beheerder van de woning Agatha. Big Jim begint het huis te doorzoeken, dan wordt hij ineens onder schot gehouden door Agatha die zegt dat zij de moeder van Maxime is. Zij beweert dat zij evenveel weet als haar dochter Maxime over het dorp, en vooral de geheimen van Big Jim en Barbie. Big Jim overbluft haar dan en overmeestert het geweer die zij vasthield en neemt haar mee naar zijn boot. Op de boot valt Agatha in het water en zegt dat zij niet kan zwemmen, als zij aan Big Jim smeekt om haar te helpen besluit hij haar onder water te duwen totdat zij niet meer beweegt. Als Big Jim later die avond terug in zijn huis komt vindt hij sheriff Linda die op hem wachtte, zij vraagt hem of hij de volgende dag langs het politiebureau kan komen voor wat vragen. Joe, Norrie en Angie zijn in een schuur waar de minikoepel met het ei staat. Zij raken het ei alle drie tegelijkertijd aan en het ei begint weer op te gloeien. Dan laat de minikoepel een vierde handdruk zien, dit maakt duidelijk dat er vier personen nodig zijn om de minikoepel te activeren. Zij spreken met elkaar af om hierover niets tegen anderen te zeggen terwijl zij op zoek gaan naar de vierde persoon. Als iedereen uit de schuur is komt Dodee binnen die de minikoepel vindt, zij raakt het aan wat haar een schok geeft en bewusteloos maakt. Zij wordt gevonden door de drie kinderen die haar naar het ziekenhuis brengen, zij verklaren dat zij bewusteloos is geraakt nadat zij aan haar generator had gesleuteld. Angie vraagt aan verpleegster Adams of zij de laatste tijd patiënten heeft gehad die een epileptische aanval hebben gekregen. Zij antwoordt dat zij dit sinds de middelbare school niet meer heeft meegemaakt. Angie vertelt later aan Joe en Norrie dat Junior in het verleden een epileptische aanval heeft gehad. Zij geeft hen ook het geheim mee over haar ontvoering door Junior. Als Joe dit hoort, is hij woest op hem en wil wraak op hem nemen, maar Angie neemt hem eerst mee naar het huis van Junior, waar zij hem een schilderij laat zien van de moeder van Junior. Het schilderij laat een tekening zien van roze sterren die in een lijn vallen. Dan worden zij betrapt door Junior, waarna Joe hem aanvalt, maar die wordt snel overmeesterd door Junior met een wurggreep. Angie eist dat Junior hem vrijlaat, wat hij ook doet. Dan wordt Junior meegenomen naar de schuur met de minikoepel als de vierde persoon. Als zij alle vier hun hand op de minikoepel leggen, laat het ei in het midden allemaal roze sterren schijnen op de muren van de schuur. Joe, Norrie en Angie zijn helemaal in extase, terwijl Junior helemaal beduusd is en wil weten wat dit betekent. |            |                       |                      |                                         | |                        |  |
| 11 | 11         | Speak of the Devil    | David M. Barrett     | Scott Gold                              | Crystal Martinez - verpleegster Adams Rey Hernandez - Otto Christy Grantham - razende vrouw                                                              | 2 september 2013       |  |
| De waarheid over het verleden van Barbie wordt onthuld en Big Jim maakt dan met enkele dorpsbewoners jacht op hem. Joe, Norrie, Angie en Junior laten de minikoepel los en zien dan allemaal witte punten in de schuur. Zij denken dat dit een kaart is van sterrenbeelden. Na dit gezien te hebben, probeert Junior Angie weer te verleiden. Zij antwoordt dat dit nooit en te nimmer zal gebeuren. Junior is boos en dreigt de groep en de minikoepel te verlaten. Na dit gezegd te hebben verschijnen er als antwoord donkere wolken in de lucht. Junior gaat naar huis en vindt daar zijn vader met een pistool in zijn handen. Hij verklaart dat hij wacht op de komst van Maxine, die hem bedreigd heeft met het vermoorden van iemand die dicht bij hem staat. Angie zoekt Junior op en smeekt hem om haar, Joe en Norrie te helpen met een situatie bij de minikoepel. Er komen steeds meer donkere wolken en het begint ook flink te waaien. De wind trekt buiten een bank los die bijna Angie raakt. Als Junior haar net op tijd kan redden, realiseren zij zich dat de minikoepel wil dat zij alle vier weer samenkomen. Maxime gaat naar het huis van Julia en als zij de deur opent, schiet zij Julia neer uit wraak voor de afwijzing die Barbie aan Maxime gaf. Barbie vindt Julia zwaargewond in haar huis en brengt haar samen met Joe naar het ziekenhuis. Daar aangekomen zien zij dat het personeel druk bezig is met de slachtoffers van de storm. Barbie besluit dan om Julia zelf te behandelen. Als hij lucht uit haar borstkas wil halen, stopt haar hart. Dan vliegt er een boomtak door het raam die Barbie en Joe opzij slaat. Dan neemt de storm af en het hart van Julia begint weer te kloppen. Joe denkt nu dat Barbie de monarchvlinder die gekroond zal worden is. Later helpt Barbie Big Jim met het uitschakelen van Maxime. Zij treffen haar aan bij de ondergrondse vechtclub in de betonfabriek. Daar lopen zij in een hinderlaag die opgezet is door Maxine en een sluipschutter. Maxine zegt tegen hen dat zij wraak wil voor de dood van haar moeder en dat zij bovendien Barbie terug wil in haar leven. Barbie vertelt haar dat dit niet zal gebeuren. Dan valt ineens de stroom uit en nu kunnen Barbie en Big Jim hen overmeesteren. Zij pakken hun wapens af en leiden hen naar buiten. Barbie verlaat dan de rest met de woorden tegen Maxine Jij bent klaar. Terwijl hij wegloopt, schiet Big Jim Maxine en de andere schutter ineens dood. Als hij dan Barbie probeert neer te schieten kan Barbie Big Jim net op tijd uitschakelen door een klap in zijn nek te geven en zijn wapen af te nemen. Dan verschijnt sheriff Linda op de plek en Big Jim vertelt haar dat Barbie de twee heeft vermoord. Sheriff Linda heeft de afgelopen tijd meerdere valse bewijzen gevonden dat Barbie een gevaarlijk persoon is. Barbie voelt dat dit de verkeerde kant opgaat en besluit te vluchten. Big Jim gaat naar het radiostation waar hij Dodee tegenkomt, die hem verklaart dat zij tijdens de storm de boodschap heeft kunnen onderscheppen van het leger dat zij Barbie hebben gevonden. Big Jim hoort deze boodschap ook en vertelt dan aan de dorpsbewoners via de radio dat Barbie een gevaarlijke man is en al talloze misdaden heeft gepleegd. Norrie kan Joe, Angie en Junior overhalen om samen tegelijkertijd de grote koepel aan te raken. Als zij dit doen zien zij een visioen waarin Big Jim een bloedneus en drie steekwonden heeft. Dan realiseren zij zich dat zij alle vier een bloedend mes in hun handen hebben. Nadat Junior is weggerend om zijn vader te zoeken, denken de andere drie dat hun taak is om Big Jim te vermoorden. |            |                       |                      |                                         | |                        |  |
| 12 | 12         | Exigent Circumstances | Peter Leto           | Adam Stein & Caitlin Parrish            | Jason Davis - Mr. Alcott Crystal Martinez - verpleegster Adams Jay Gates - vrijwillige brandweerman                                                      | 9 september 2013       |  |
| Terwijl Barbie zich schuilhoudt in de bossen houdt Big Jim een toespraak aan de dorpsbewoners met de mededeling om te blijven zoeken naar Barbie. Dodee bekent later aan Big Jim, nadat zij een radioboodschap van het leger hoorde, dat het leger ook Barbie aan het zoeken is. Zij denkt ook weer terug aan wat haar enkele dagen terug overkwam, nadat zij de minikoepel had aanraakt. Zij neemt Big Jim mee naar het radiostation en vertelt hem over de minikoepel en het ei. Als zij de kamer verlaat hoort Big Jim gesprekken op de radio over de laatste gebeurtenissen in Chester's Mill, inclusief de moord op eerwaarde Coggins. Dodee hoort het laatste ook en beseft dan dat Big Jim verantwoordelijk is voor deze moord en andere misdaden, Big Jim verklaart tegen haar dat hij dit gedaan heeft om het dorp te beschermen. Om te bewijzen dat hij haar kan vertrouwen vertelt zij hem dat de minkoepel waarschijnlijk de stroom levert voor de grote koepel, als zij de minikoepel uitschakelen zal de grote koepel ook weggaan en het dorp zal dan vrij zijn. Big Jim wil echter niet dat het dorp vrij komt en vermoordt daarom Dodee en sticht brand in het radiostation. Later geeft hij Barbie hiervan de schuld. Joe, Angie en Norrie twijfelen steeds meer over het visioen dat zij hebben gehad waarin zij Big Jim zouden moeten vermoorden. De stiefmoeder van Norrie vindt dan de minikoepel met het ei. Zij belooft dat zij dit geheim zal houden voor Big Jim en de dorpsbewoners. Big Jim, die het geheim al weet van Dodee, breekt met een paar helpers in bij de minikoepel. Daarbinnen vinden zij echter niets. De minikoepel hebben ze net op tijd weg kunnen halen en wordt nu bewaard bij Ben, een vriend van Joe. Big Jim arresteert uit teleurstelling Joe en Norrie. In de cel ondervraagt hij ieder apart over de verblijfplaats van de minikoepel. Het lukt Norrie om een mes te bemachtigen en zij steekt hiermee in de arm van Big Jim en verstopt zich in de cel. Joe en Norrie worden hierna snel vrijgelaten en gaan naar het huis van Ben waar de minikoepel is. Daar aangekomen horen zij een zeer hard geluid uit het ei en proberen dit te smoren met dekens. Ben, Joe, Norrie en Carolyn nemen dan de dekens weg en zien de minikoepel oranje gloeien en een cocon van een monarchvlinder die begint te bewegen. Dan komt ineens sheriff Linda binnen lopen. Barbie ontmoet later Angie en hij kan haar overtuigen om Julia te beschermen, die hersteld is van haar kogelwonden in het ziekenhuis. Hij is bang dat Big Jim haar mond wil snoeren omdat zij de leugens van Big Jim kan onthullen. Angie lokt Junior weg door hem te verleiden met zoete woordjes en kusjes. Nu kan Barbie het ziekenhuis binnensluipen om Julia daar weg te halen en haar in een ambulance te leggen. Junior ziet ineens wat Barbie aan het doen is en wil hem tegenhouden. Het lukt Barbie toch om weg te komen en hij kan samen met Julia en Angie naar een veilige plek gaan. Later wordt Barbie door sheriff Linda gearresteerd voor de moord op Dodee. Hij wordt voordat hij weggevoerd wordt in zijn gezicht geslagen door Phil. Als Julia wakker wordt hoort zij van Angie wat er allemaal gebeurd is en is bang wat Big Jim met Barbie zal doen. Big Jim probeert Barbie over te halen om alle misdaden die hem ten laste worden gelegd te bekennen. Junior zoekt zijn vader op en eist van hem de waarheid. Big Jim blijft echter liegen en zegt dat Barbie voor alle misdaden verantwoordelijk is. Junior heeft nu een innerlijk conflict over wie hij moet geloven en loopt naar de rand van de koepel om die aan te raken, hopend zo antwoorden te krijgen. Big Jim neemt Barbie mee naar buiten, waar een woedende menigte op hem wacht. Als Barbie gevraagd wordt of hij schuldig is, antwoordt hij na een denkpauze dat hij onschuldig is. |            |                       |                      |                                         | |                        |  |
| 13 | 13         | Curtains              | Jack Bender          | Brian K. Vaughan & Scott Gold           | Christopher Johnson - vrijwilliger Kevin Patrick Murphy - boer Zuri Adele - moeder                                                                       | 16 september 2013      |  |
| In de minikoepel kruipt de monarchvlinder uit zijn cocon en vliegt in de minikoepel rond. Waar de monarchvlinder de wand raakt verschijnen zwarte plekken. Dezelfde plekken die in de minikoepel ontstaan, komen ook tevoorschijn op de grote koepel. Daar zit het dorp in duisternis. Joe stelt voor aan de rest om de minikoepel weer aan te raken, maar sheriff Linda wil hen tegenhouden en zegt dat de minikoepel nu politie-eigendom is. De vier kiezen ervoor om haar niet tegen te houden, omdat zij weten dat de koepel haar wel tegen zal houden door haar bewusteloos te maken zodat zij kunnen ontsnappen. Als sheriff Linda bewusteloos is raken Junior, Angie, Joe en Norrie de minikoepel aan. De minikoepel barst open zodat het ei en de monarchvlinder vrij zijn. De monarchvlinder vliegt eerst rondt het hoofd van Barbie en het blijkt dat hij de belangrijkste kandidaat is voor de monarch. De vlinder vliegt vervolgens echter naar Julia en is zij blijkbaar de monarch. Zij krijgen bezoek van iemand die sprekend lijkt op Alice, de overleden moeder van Norrie. De bezoekster vertelt hen dat de taak van de koepel is om hen te beschermen. Als zij vragen waartegen krijgen zij te horen dat ze dat nog wel zullen merken in de toekomst. Tevens ontdekken zij dat zij het daglicht terug kunnen verdienen door het ei veilig te houden. Jim denkt dat zijn familie de uitverkorenen zijn, doordat zijn mentaal zieke vrouw schilderijen maakte met roze sterren en eieren voordat zij zelfmoord pleegde. Dit geeft aan dat zij wist dat de koepel zou komen. Junior confronteert zijn vader met de laatste gebeurtenissen. Dit zorgt ervoor dat Big Jim toegeeft dat hij de moorden heeft gepleegd om zo het dorp te beschermen. Big Jim stopt het hoofd van Barbie in een galg en nu moet Julia een keus maken: redt zij Barbie en brengt zij het dorp in gevaar of brengt zij het ei in veiligheid. Zij besluit haar verantwoordelijkheid te nemen en brengt het ei en ook het leven van de dorpsbewoners in veiligheid door het ei in het meer te gooien. Het ei begint hierop te gloeien en schijnt roze sterren in de lucht. Als dat zichtbaar wordt in het dorp, zegt Big Jim dat dit een antwoord is van God die de ophanging van Barbie goedkeurt. De roze sterren blijven stijgen en verwijderen het zwarte gordijn op de koepel en laten zo het zonlicht weer op het dorp schijnen. Terwijl dit gebeurt krijgt Junior van zijn vader te horen dat hij de hendel van de galg moet overhalen om zo Barbie op te hangen. |            |                       |                      |                                         | |                        |  |